# Lipsothrix yamamotoana yamamotoana
Lipsothrix yamamotoana là một phân loài ruồi của loài Lipsothrix yamamotoana trong họ Limoniidae. Chúng phân bố ở miền Cổ bắc.